# نظرية خداع الأشخاص
نظرية خداع الأشخاص (بالإنجليزية: Interpersonal deception theory) هي محاولة لتفسير كيفية تعامل الأشخاص مع الخداع الفعلي (أو المُتصوَّر) على المستوى الواعي أو اللاواعي أثناء تواصلهم وجهًا لوجه. تفترض نظرية خداع الأشخاص أن التواصل ليس أمرًا ساكنًا، إذ يتأثر بالأغراض الشخصية وبمعنى التفاعل وقت حدوثه. تتأثر وسائل التواصل الصريحة (والمستترة) التي يستخدمها الشخص المرسل بوسائل التواصل الصريحة والمستترة التي يستخدمها الشخص المتلقي، والعكس صحيح. يتطلب الخداع المتعمَّد مجهودًا إدراكيًا أكبر من التواصل الصادق، وبغض النظر عما إذا كان الشخص المرسل يحاول التزوير (الكذب)، أو الإخفاء (إسقاط الوقائع المادية أو إغفالها)، أو الالتباس اللفظي (تجنب الخوض في موضوعات بعينها عن طريق تغيير موضوع الحديث أو الرد بطريقة غير مباشرة). تبحث نظرية خداع الأشخاص في العلاقة المتبادلة بين المعنى التواصلي/ الصريح للمرسل وأفكار وسلوك المتلقي في تبادل خَدّاع.

## المنطلق النظري
تنظر نظرية خداع الأشخاص إلى الخداع من منظور التواصل بين الأشخاص، باعتبار الخداع عملية تفاعلية بين المرسل والمتلقي. على النقيض من الدراسات السابقة عن الخداع (التي ركزت على المرسل والمتلقي كلٍ على حدة)، تركز نظرية خداع الأشخاص على الطابع الثنائي والعلائقي للتواصل الخادع. تتسم السلوكيات التي يمارسها المرسِل والمتلقي بالدينامية وتعدد الوظائف والأبعاد والأشكال.
إن التواصل الثنائي هو اتصال بين شخصين، الثنائي هو مجموعة مكونة من شخصين تُرسل وتُتلقى الرسائل بينهما. أما الاتصال العلائقي فهو اتصال يوجد معناه عبر تواصل شخصان يؤدّيان دورَي المرسل والمتلقي في آن واحد. إن النشاط التحاوري هو لغة التواصل الفعالة بين المرسل والمتلقي، كل منهما يعتمد على الآخر في عملية التبادل هذه. «يشارك كلا الشخصين في إطار الحالة التواصلية مشاركة نشطة في الاستراتيجيات الرامية إلى تحقيق أو الحصول على الأهداف التي يحددانها بنفسيهما. إن القرار بالمشاركة التفاعلية النشطة من عدمه ليس قرارًا سلبيًا، بل يُنفَّذ بقصد كلا الشخصين أثناء المحادثة»
يعتمد النشاط الثنائي والعلائقي والتحاوري بين المعالج والمريض في مجال العلاج النفسي والمشورة النفسية على التواصل الصادق والمنفتح -إذا أردا أن يتعافى المريض- وقدرته على إقامة علاقات صحية. يستخدم الخداع نفس الإطار النظري بالعكس، إذ يُعد تواصل طرف واحد خطئًا مُتعمَّدًا.

## التاريخ
توثق الكتابات البحثية الحالية بشكل جيد أن البشر قلما يكتشفون الخداع. يكشف بحث أنه في حين يُظهر الناس ثقة عالية بقدرتهم على التمييز بين الصدق والخداع، فإن معدلات دقة هذا الأمر أعلى بقليل من المنتصف (54%).
تحاول نظرية خداع الأشخاص تفسير الطريقة التي يتعامل بها الأفراد الذين يتواصلون وجهًا لوجه مع الخداع الفعلي أو المُتصوَّر على كلا المستويين الواعي واللاواعي. تقترح نظرية خداع الأشخاص أن يبالغ أغلب الأفراد في تقدير قدرتهم على كشف الخداع. في بعض الثقافات، يكون من المقبول استخدام أنواع شتى من وسائل الخداع، في حين لا تُقبَل أشكالًا أخرى. يمكن صياغة قبول الخداع بمصطلحات لغوية أخرى تصنف هذا السلوك أو تبرره أو تدينه. يمكن قبول الخداع اجتماعيًا حينما يُعتبَر كذبة بيضاء بسيطة لإنقاذ المشاعر، في حين قد يكون الخداع المستخدم للحصول على بعض المصالح موضع اعتراض من الناحية الأخلاقية. تشير التقديرات إلى أن «الخداع والاشتباه في الخداع يظهران في رُبع المحادثات على الأقل».
يصعب كشف الخداع بين الاشخاص ما لم يكذب الشريك كذبة بيِّنة أو يناقض شيئًا يعرفه الشريك الآخر. صحيح أنه من الصعب خداع شخص لفترة طويلة من الزمن، لكن غالبًا ما يحدث الخداع في المحادثات اليومية بين أي شريكين في علاقة. من الصعب اكتشاف الخداع، إذ يوليه المخادع نصيبًا كبيرًا من ذهنه. لا بد للمخادع أن يتذكر كلامه السابق حتى تظل روايته متسقة وقابلة للتصديق. نتيجة لذلك، غالبًا ما يسرب المخادعون معلومات هامة شفهيًا أو بطريقة أخرى غير شفهية.
في أوائل القرن التاسع عشر، درس سيغموند فرويد التلميحات غير اللفظية لاكتشاف الخداع، كان ذلك قبل نحو قرن من الزمان. لاحظ فرويد مريضًا سُئل عن أسوأ مشاعره. فإذا كان فمه مغلقًا وأصابعه ترتعش، اعتُبر كاذبًا. لاحظ فرويد أيضًا تلميحات غير لفظية أخرى، مثل نقر أصابع الشخص على سطح ما عندما يكذب. حاول العلماء في الآونة الأخيرة إثبات الفوارق بين السلوك الصادق والمخادع باستخدام مجموعة لا تحصى من الأساليب النفسية والفسيولوجية. في عام 1969، استخدم إيكمان وفريزن أساليب ملاحظة واضحة لتحديد تسرب الإشارات المخادعة غير اللفظية، ومؤخرًا استخدم روزنفيلت وآخرون التصوير بالرنين المغناطيسي لكشف الاختلافات بين الردود الصادقة والمخادعة.
في عام 1989، استحدث كل من ديباولو وكيركندول ما أسمياه تأثير عطوب الدافع. ينص تأثير عطوب الدافع على أنه كلما صعب على الأشخاص محاولة خداع الآخرين، ازداد احتمال اكتشاف خداعهم. لكنّ بورغون وفلويد أعادا النظر في هذا البحث وصاغا فكرة أن المخادعين نشطون في محاولاتهم للخداع أكثر مما يتوقعه أو يتوقعه معظمهم.
طُورت نظرية خداع الأشخاص بواسطة ديفيد ب. بولر وجودي ك. بورغون. لم يُعتبر الخداع قبل نشر دراستهما نشاطًا تواصليًا بشكل كامل. ركزت الأبحاث السابقة على إيجاد صياغة لمبادئ الخداع. استُمدت هذه المبادئ من خلال تقييم قدرة الأفراد الذين يراقبون التواصلات الفردية الاتجاه على كشف الكذب. وجدت هذه الدراسات المبكرة في البداية أنه «رغم أن البشر ليسوا معصومين عن الخطأ في الجهود التي يبذلونها لتشخيص الاكاذيب، إلا أنهم أفضل بكثير في هذه المهمة لو كان الأمر يحدث عن طريق الصدفة فقط». يقلل بولر وبورغون من قيمة الدراسات التي يحدث بها قدر كبير من الرقابة -عادة ما تكون تجارب تواصل ذات اتجاه واحد- مصممة لعزل الإشارات الواضحة بأن الناس يكذبون. بناءً على ذلك اعتمدت نظرية خداع الأشخاص على الاتصال ثنائي الاتجاه، ورمت إلى وصف الخداع بأنه عملية تواصل تفاعلية أجل ذلك الغرض.

## افتراضات النظرية
يقدم نموذج نظرية خداع الأشخاص 18 افتراضًا. يمكن لكل افتراض منها -استنادًا إلى افتراضات التواصل بين الأشخاص والخداع- أن ينشئ فرضية قابلة للاختبار. على الرغم من أن بعض الافتراضات أُنشئت في نظرية خداع الأشخاص، إلا أن الكثير منها مشتق من أبحاث سابقة. وتحاول الافتراضات شرح إدراك وسلوك المرسل والمتلقي أثناء عملية الخداع، بدءًا من مرحلة ما قبل التفاعل، مرورًا بمرحلة التفاعل، وصولًا في النهاية إلى نتيجة ما بعد التفاعل.

### السياق والعلاقة
تتوقف تفسيرات نظرية خداع الأشخاص على الحالة التي يحدث فيها التفاعل والعلاقة بين المرسل والمتلقي.
1. تختلف إدراكات وسلوكيات المرسِل والمتلقي، نظرًا لأن سياقات التواصل المخادعة تختلف في الولوج إلى الإشارات الاجتماعية، والفورية، والعلاقة، ومتطلبات المحادثة، والعفوية.
2. يختلف إدراك المرسل والمتلقي وسلوكياتهما في عمليات التبادل المخادعة، وتتباين العلاقات في الألفة (المعلوماتية والسلوكية) والتكافؤ.

### عوامل أخرى تسبق التفاعل
يقترب الأفراد من التبادلات المخادعة عن طريق عوامل، مثل: التوقعات، والمعرفة، والأهداف أو النوايا، والسلوكيات التي تعكس كفاءة التواصل لديهم. تفترض نظرية خداع الاشخاص أن هذه العوامل تؤثر على التبادل المخادع.
3. بالمقارنة مع من يتلون الحقيقة، ينخرط المخادعون في أنشطة أكثر إستراتيجية تهدف لإدارة المعلومات والسلوك والصورة، ولديهم إشارات غير إستراتيجية أكثر إثارة، وتأثير سلبي وأخرس على عدم المشاركة.